# 1 000 kilomètres de Suzuka 1983
Navigation
Édition précédente Édition suivante
Les 1 000 kilomètres de Suzuka 1983, disputées le 28 août 1983 sur le Circuit de Suzuka, ont été la douzième édition de cette épreuve et la deuxième manche du Championnat du Japon de sport-prototypes 1983.

## La course

### Classement de la course
Voici le classement officiel au terme de la course,.
- Les premiers de chaque catégorie du championnat du monde sont signalés par un fond jaune.
- Pour la colonne Pneus, il faut passer le curseur au-dessus du modèle pour connaître le manufacturier de pneumatiques.
- Les voitures ne réussissant pas à parcourir 75% de la distance du gagnant sont non classées (NC).

| Pos  | Classe | no | Écurie                   | Pilotes                                              | Châssis                             | Pneus | Tours | Temps               |
| Pos  | Classe | no | Écurie                   | Pilotes                                              | Moteur                              | Pneus | Tours | Temps               |
| ---- | ------ | -- | ------------------------ | ---------------------------------------------------- | ----------------------------------- | ----- | ----- | ------------------- |
| 1    | C      | 1  | Trust Racing Team (ja)   | Naohiro Fujita Vern Schuppan                         | Porsche 956                         | D     | 166   | 6 h 40 min 24 s 910 |
| 1    | C      | 1  | Trust Racing Team (ja)   | Naohiro Fujita Vern Schuppan                         | Porsche Type-935 2,6 l Flat-6 Turbo | D     | 166   | 6 h 40 min 24 s 910 |
| 2    | C      | 19 | Team Tom's               | Keiji Matsumoto Kaoru Hoshino Masanori Sekiya        | Tom's 83C                           | B     | 163   | + 3 tours           |
| 2    | C      | 19 | Team Tom's               | Keiji Matsumoto Kaoru Hoshino Masanori Sekiya        | Toyota 4T-GT 2,1 l I4 Turbo         | B     | 163   | + 3 tours           |
| 3    | C      | 3  | Alpha Cubic Racing Team  | Chiyomi Totani Taku Akaike                           | Renoma 83C                          | D     | 161   | + 5 tours           |
| 3    | C      | 3  | Alpha Cubic Racing Team  | Chiyomi Totani Taku Akaike                           | Mazda 13B 1,3 l Turbo 2-Rotor       | D     | 161   | + 5 tours           |
| 4    | C      | 77 | Autobacs Dome Motorsport | Eje Elgh Tiff Needell                                | Dome RC83                           | D     | 161   | + 5 tours           |
| 4    | C      | 77 | Autobacs Dome Motorsport | Eje Elgh Tiff Needell                                | Ford Cosworth DFL 4,0 l V8 Atmo     | D     | 161   | + 5 tours           |
| 5    | B      | 2  | Katayama Racing          | Yoshimi Katayama Tsunehisa Asai                      | Mazda RX-7                          | D     | 153   | + 13 tours          |
| 5    | B      | 2  | Katayama Racing          | Yoshimi Katayama Tsunehisa Asai                      | Mazda 13B 1,3 l Turbo 2-Rotor       | D     | 153   | + 13 tours          |
| 6    | A      | 68 | Team Yamato              | Tsuguo Ooba Katsuaki Satou                           | Honda Civic                         | B     | 146   | + 20 tours          |
| 6    | A      | 68 | Team Yamato              | Tsuguo Ooba Katsuaki Satou                           | Honda EB1 1,3 l I4 Atmo             | B     | 146   | + 20 tours          |
| 7    | B      | 27 | Nagata Racing            | Tetsuhide Nagata Kouichi Iwaki Makoto Nakamura       | Toyota Corolla G5                   | D     | 142   | + 24 tours          |
| 7    | B      | 27 | Nagata Racing            | Tetsuhide Nagata Kouichi Iwaki Makoto Nakamura       | Toyota 18RG 2,0 l I4 Atmo           | D     | 142   | + 24 tours          |
| 8    | B      | 10 | TRS Itabashi             | Tsutomu Itabashi Tetsuji Tabata Masahiro Kimoto      | Mazda RX-7 253                      | D     | 141   | + 25 tours          |
| 8    | B      | 10 | TRS Itabashi             | Tsutomu Itabashi Tetsuji Tabata Masahiro Kimoto      | Mazda 13B 1,3 l Turbo 2-Rotor       | D     | 141   | + 25 tours          |
| 9    | A      | 69 | TMSC                     | Satoshi Fujita (en) Syuuji Fujii                     | Toyota Starlet                      | D     | 140   | + 26 tours          |
| 9    | A      | 69 | TMSC                     | Satoshi Fujita (en) Syuuji Fujii                     | Toyota 4K 1,3 l I4 Atmo             | D     | 140   | + 26 tours          |
| 10   | A      | 18 | Mitsuo Yamamoto          | Kiyotaka Nonomura Mitsuo Yamamoto                    | Nissan Sunny                        | B     | 134   | + 32 tours          |
| 10   | A      | 18 | Mitsuo Yamamoto          | Kiyotaka Nonomura Mitsuo Yamamoto                    | Nissan A12 1,3 l I4 Atmo            | B     | 134   | + 32 tours          |
| 11   | A      | 26 | Umeda Tuning Shop        | Masahiro Shimada Yoshimasa Fujiwara                  | Nissan Sunny                        | D     | 132   | + 34 tours          |
| 11   | A      | 26 | Umeda Tuning Shop        | Masahiro Shimada Yoshimasa Fujiwara                  | Nissan A12 1,3 l I4 Atmo            | D     | 132   | + 34 tours          |
| 12   | A      | 9  | Mariko Racing Team       | Osamu Nakajima (ja) Kazunori Kyuutoku                | West 83S                            | B     | 132   | + 34 tours          |
| 12   | A      | 9  | Mariko Racing Team       | Osamu Nakajima (ja) Kazunori Kyuutoku                | Subaru EA81 1,8 l I4 Atmo           | B     | 132   | + 34 tours          |
| 13   | A      | 44 | Kyoko Racing Club        | Katsuhisa Toda Toyoaki Iwata                         | Nissan Sunny                        | B     | 130   | + 36 tours          |
| 13   | A      | 44 | Kyoko Racing Club        | Katsuhisa Toda Toyoaki Iwata                         | Nissan A12 1,3 l I4 Atmo            | B     | 130   | + 36 tours          |
| 14   | B      | 14 | Takaoka Yoshiro          | Yoshirou Takaoka Kouichi Tahara Akihiko Nakaya       | Subaru Leone                        | B     | 129   | + 37 tours          |
| 14   | B      | 14 | Takaoka Yoshiro          | Yoshirou Takaoka Kouichi Tahara Akihiko Nakaya       | Subaru 1,8 l I4 Atmo                | B     | 129   | + 37 tours          |
| 15   | B      | 8  | Yours Sport Racing Team  | Hideki Okada Akio Morimoto                           | Mazda RX-7 253                      | B     | 127   | + 39 tours          |
| 15   | B      | 8  | Yours Sport Racing Team  | Hideki Okada Akio Morimoto                           | Mazda 13B 1,3 l Turbo 2-Rotor       | B     | 127   | + 39 tours          |
| 16   | B      | 25 | JACS Racing Team         | Kouzou Kamata Tetsuya Ota (en)                       | Mazda RX-7                          | BF    | 127   | + 39 tours          |
| 16   | B      | 25 | JACS Racing Team         | Kouzou Kamata Tetsuya Ota (en)                       | Mazda 13B 1,3 l Turbo 2-Rotor       | BF    | 127   | + 39 tours          |
| 17   | A      | 17 | Central 20 Racing Team   | Peter Chau S. Kockie                                 | Nissan Sunny                        | D     | 126   | + 40 tours          |
| 17   | A      | 17 | Central 20 Racing Team   | Peter Chau S. Kockie                                 | Nissan A12 1,3 l I4 Atmo            | D     | 126   | + 40 tours          |
| Abd. | C      | 11 | Hasemi Motorsport        | Masahiro Hasemi Kenji Tohira                         | Nissan Skyline Turbo C              | D     | 106   |                     |
| Abd. | C      | 11 | Hasemi Motorsport        | Masahiro Hasemi Kenji Tohira                         | Nissan LZ20 2,0 l I4 Turbo          | D     | 106   |                     |
| Abd. | A      | 15 | Nishikawa Koichi         | Yasumi Fukao Kouichi Nishikawa                       | Nissan Sunny                        | D     | 103   |                     |
| Abd. | A      | 15 | Nishikawa Koichi         | Yasumi Fukao Kouichi Nishikawa                       | Nissan A12 1,3 l I4 Atmo            | D     | 103   |                     |
| Abd. | C      | 23 | Hoshino Racing           | Kazuyoshi Hoshino Akira Hagiwara                     | March 83G                           | B     | 93    |                     |
| Abd. | C      | 23 | Hoshino Racing           | Kazuyoshi Hoshino Akira Hagiwara                     | Nissan LZ20B 2,1 l I4 Turbo         | B     | 93    |                     |
| Abd. | B      | 12 | Malibu Motor Sports Club | Hironobu Tatsumi Yoshimasa Matsumoto Yoshiyuki Ogura | Mazda RX-7 825                      | B     | 70    |                     |
| Abd. | B      | 12 | Malibu Motor Sports Club | Hironobu Tatsumi Yoshimasa Matsumoto Yoshiyuki Ogura | Mazda 13B 1,3 l Turbo 2-Rotor       | B     | 70    |                     |
| Abd. | B      | 6  | Capris Entreprise        | Kazuyoshi Sakamoto Kenji Iya                         | Mazda RX-7 253                      | B     | 62    |                     |
| Abd. | B      | 6  | Capris Entreprise        | Kazuyoshi Sakamoto Kenji Iya                         | Mazda 13B 1,3 l Turbo 2-Rotor       | B     | 62    |                     |
| Abd. | A      | 5  | Horii Racing             | Hajime Kajiwara Nobuyoshi Horii                      | West 83S                            | D     | 54    |                     |
| Abd. | A      | 5  | Horii Racing             | Hajime Kajiwara Nobuyoshi Horii                      | Subaru EA81 1,8 l I4 Atmo           | D     | 54    |                     |
| Abd. | A      | 24 | Racing Service Masakazu  | Teruki Koshino Kouji Satou                           | Nissan Sunny                        | B     | 48    |                     |
| Abd. | A      | 24 | Racing Service Masakazu  | Teruki Koshino Kouji Satou                           | Nissan A12 1,3 l I4 Atmo            | B     | 48    |                     |
| Abd. | A      | 30 | Hiro Racing              | Kouzou Okumura Makoto Iwasaki                        | Toyota Starlet                      | B     | 34    |                     |
| Abd. | A      | 30 | Hiro Racing              | Kouzou Okumura Makoto Iwasaki                        | Toyota 4K 1,3 l I4 Atmo             | B     | 34    |                     |
| Abd. | A      | 21 | Yoshinori Sakurai        | Yoshinori Sakurai Hideki Iida                        | Toyota Starlet                      | B     | 32    |                     |
| Abd. | A      | 21 | Yoshinori Sakurai        | Yoshinori Sakurai Hideki Iida                        | Toyota 4K 1,3 l I4 Atmo             | B     | 32    |                     |
| Abd. | C      | 81 | Autobacs Misaki Speed    | Kiyoshi Misaki (en) Masakazu Nakamura                | Misaki Speed C                      | D     | 24    |                     |
| Abd. | C      | 81 | Autobacs Misaki Speed    | Kiyoshi Misaki (en) Masakazu Nakamura                | Toyota 18RG 2,2 l I4 Atmo           | D     | 24    |                     |
| Abd. | A      | 16 | Ogawa Hideki             | Hideki Ogawa Syuuji Fujii Makio Nonaka               | West 83S                            | D     | 23    |                     |
| Abd. | A      | 16 | Ogawa Hideki             | Hideki Ogawa Syuuji Fujii Makio Nonaka               | Subaru EA81 1,8 l I4 Atmo           | D     | 23    |                     |
| Abd. | A      | 22 | Kumida Racing            | Yukio Minagawa Seiji Oomura                          | West 83S                            | D     | 19    |                     |
| Abd. | A      | 22 | Kumida Racing            | Yukio Minagawa Seiji Oomura                          | Subaru EA81 1,8 l I4 Atmo           | D     | 19    |                     |
| Abd. | B      | 7  | Yours Sport Racing Team  | Takashi Yorino Chikage Oguchi                        | Mazda RX-7 254                      | D     | 12    |                     |
| Abd. | B      | 7  | Yours Sport Racing Team  | Takashi Yorino Chikage Oguchi                        | Mazda 13B 1,3 l Turbo 2-Rotor       | D     | 12    |                     |

## Pole position et record du tour
- Pole position :  (#23 Hoshino Racing) en 2 min 07 s 330
- Meilleur tour en course :

## À noter
- Longueur du circuit : 6,033 km
- Distance parcourue par les vainqueurs : 1 001,478 km